# Grzegorz Nawrocki
Grzegorz Nawrocki – polski wokalista i gitarzysta rockowy, lider grupy Kobiety.

## Życiorys
Stworzył trójmiejską grupę Ego, która działała w latach 1993-1998 i wydała album Światowid (Antena Krzyku).
Współpracował też z innymi polskimi muzykami (Robert Brylewski, Tymon Tymański, Olaf Deriglasoff) w różnych projektach muzycznych, występując gościnnie na ich płytach (P.O.L.O.V.I.R.U.S. – Kury, Yugoton).
Grzegorz Nawrocki wraz z Anną Lasocką (jako Warszawa Gdańska) zaśpiewał w utworze Brygady Kryzys pt. Centrala (2002) i
utworze zespołu Maanam pt. Lucciola (2003).